# Lake Alice (Western Australia)
Lake Alice ist ein See bei Willare im Norden des australischen Bundesstaats Western Australia.
Der See ist 1,2 Kilometer lang, 200 Meter breit und liegt auf 13 Metern über dem Meeresspiegel.